# Donkioporia
Donkioporia is een geslacht van schimmels behorend tot de familie Polyporaceae. De typesoort is Donkioporia expansa.

## Soorten
Volgens Index Fungorum telt het geslacht twee soorten (peildatum juli 2023):
| Soortnaam                          | Auteur(s)                | Publicatiejaar |
| ---------------------------------- | ------------------------ | -------------- |
| Donkioporia albidofusca            | (Domański) Vlasák & Kout | 2010           |
| Donkioporia expansa (Bruine poria) | (Desm.) Kotl. & Pouzar   | 1973           |